# Chiesa di Santa Maria Assunta (Bominaco)
La chiesa di Santa Maria Assunta è una delle chiese di Bominaco, frazione del comune di Caporciano, in provincia dell'Aquila.

## Storia
La chiesa di Santa Maria Assunta e l'oratorio di San Pellegrino facevano parte di un monastero risalente all'inizio dell'era cristiana quando, tra III e IV secolo, il luogo divenne la sepoltura di San Pellegrino, martirizzato a Bominaco trafitto da lance. Una prima chiesa venne costruita attorno all'VIII secolo, che successivamente fu donata all'abbazia di Farfa per tornare indipendente nel 1001. La datazione della chiesa di Santa Maria Assunta non è certa, ma sicuramente precede la data del 1180 riportata sul pulpito e del 1223 riportata e sull'altare.
Le prime fonti storiche che citano la chiesa sono un diploma imperiale di Corrado II del 1027, un diploma di Enrico V del 1118 ed una bolla di Leone IX del 1051. In essi il monastero viene citato come ecclesia sancti Peregrini. Nell'atto di donazione di Ugo di Gerberto del 1093, invece, la chiesa viene intitolata alla Madre di Dio (Deigenetricis) e a san Pellegrino, il che fa pensare ad un cambio del nome della chiesa, con il nome di Maria che appare poi nell'iscrizione dell'ambone ed in quella dell'altare. Probabilmente a seguito di questo cambiamento si realizzò l'oratorio dedicato a san Pellegrino.
Nel 1902 è stata dichiarata monumento nazionale.

## Architettura

### Esterno

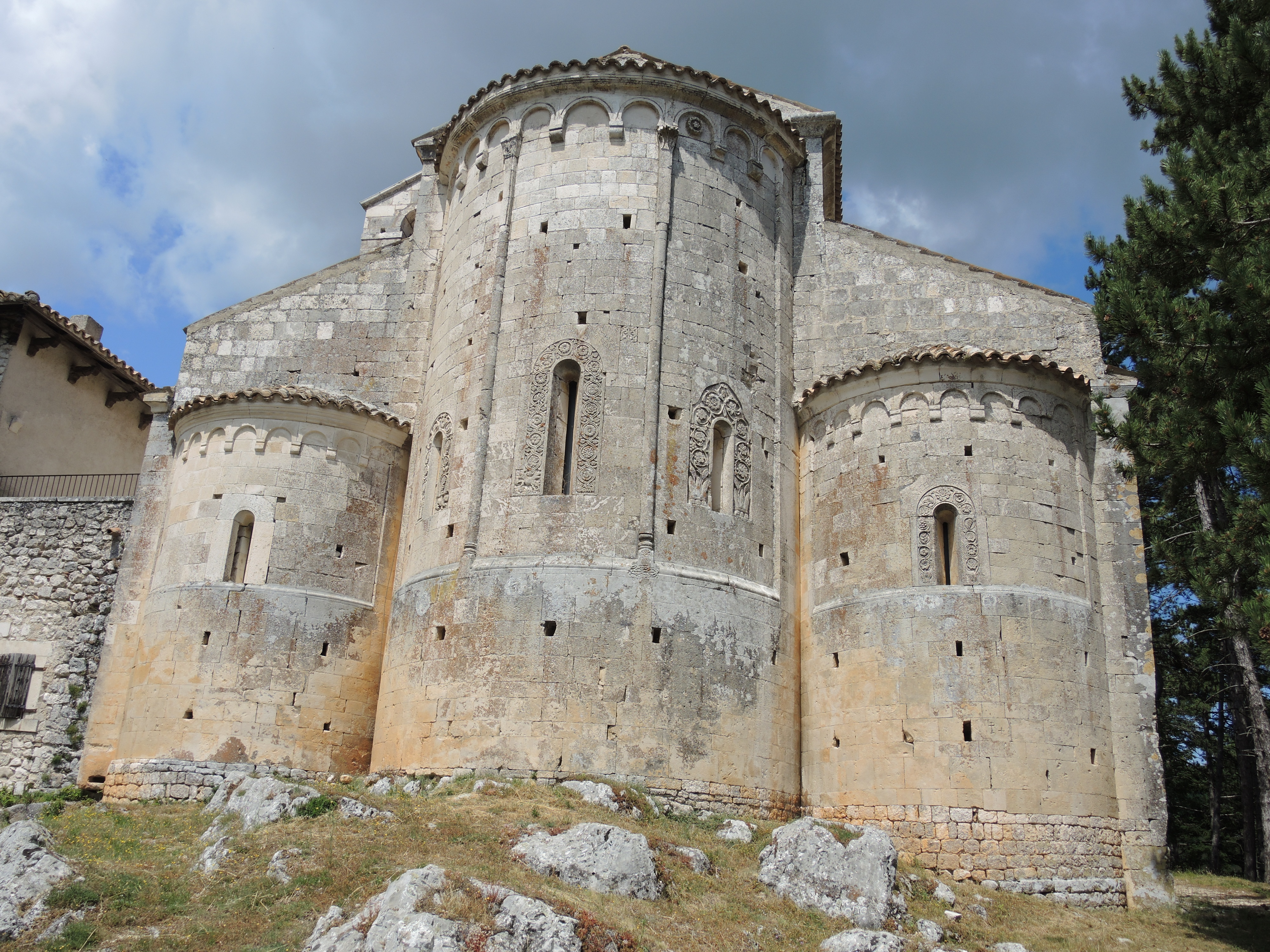
Absidi.

La chiesa è in stile romanico, anche se all'interno ha elementi barocchi. La struttura ricalca quella dell'abbazia di San Liberatore a Majella, con una pianta a tre navate e tre absidi.
Al termine della navata di destra si trova un campanile a due fornici.
La facciata è una parete liscia di pietre a cortina di conci, con una cuspide in corrispondenza della navata centrale ed orizzontale in corrispondenza delle navate laterali. Sulla facciata si trovano un semplice portale ed una monofora al centro della cuspide. L'archivolto del portale è decorato da un motivo a palmette a pannocchia, mentre l'architrave alterna alle palmette un motivo floreale, con un leone al centro. La monofora ha un arco a tutto sesto ed è inquadrata da una cornice a rilievo che ospita quattro leoni a mensola.
La parete laterale di sinistra della chiesa, alla quale era collegato anticamente il monastero, è estremamente semplice con quattro finestre e due porte lisce, mentre quella di destra presenta finestre con cornici decorate in maniera simile alla facciata.
La parte posteriore della chiesa ospita tre absidi poggiate su un'alta zoccolatura, con quella centrale più alta delle due laterali. La centrale è divisa da due lesene in tre campate, ciascuna con una feritoia con strombi, ed è decorata in alto da nove arcatelle. Simili decorazioni si trovano sulla feritoia dell'abside di sinistra, mentre quella di destra è completamente spoglia.

### Interno

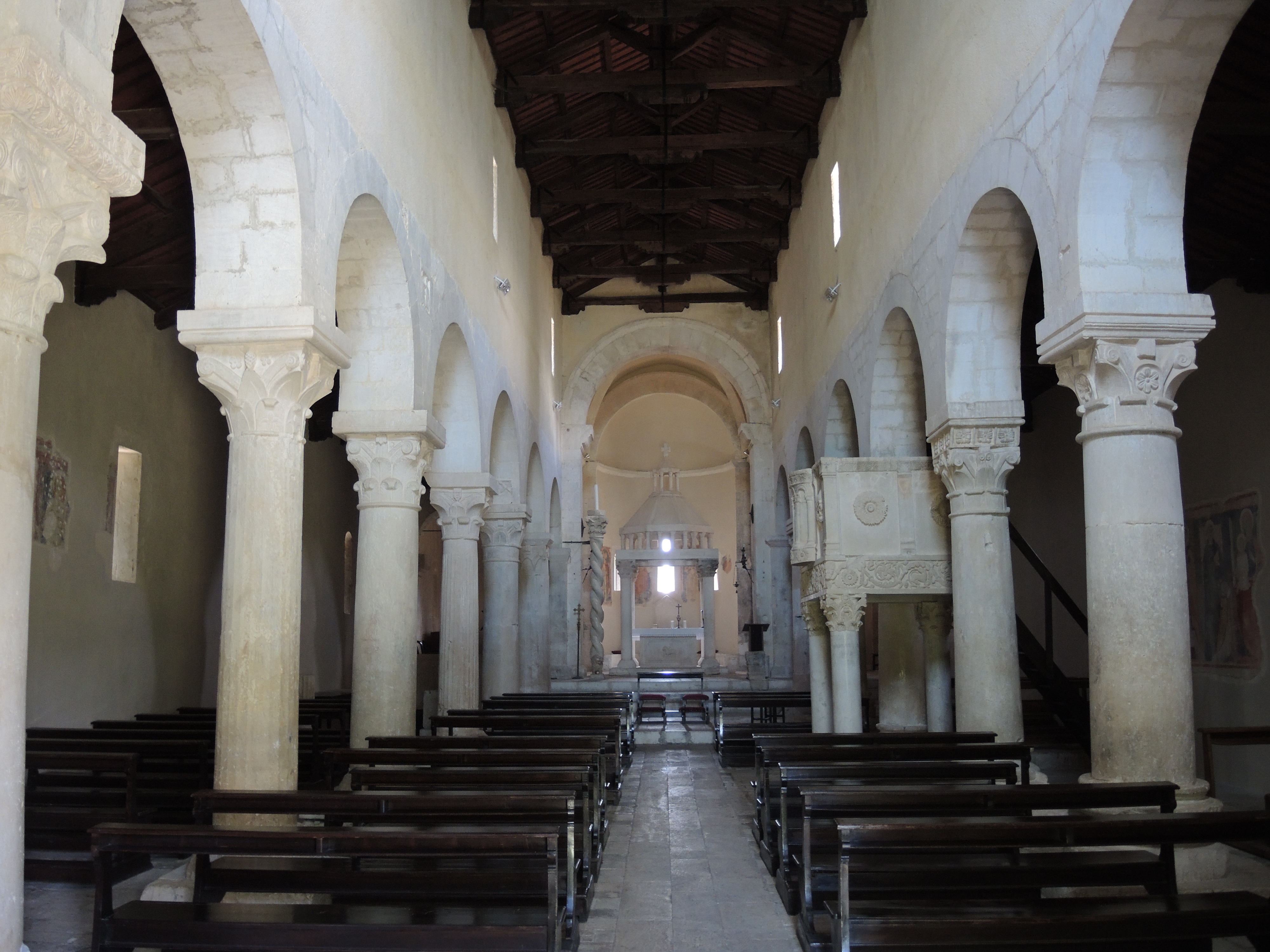
Navata centrale.

L'interno della chiesa presenta le tre navate separate da dodici colonne tutte disuguali tra loro, presumibilmente realizzate con materiale recuperato dalla vicina Peltuinum, che sorreggono archi a tutto sesto. La copertura dell'aula era originariamente in legno, successivamente trasformata con volte barocche.
Sul lato sinistro della navata centrale, a ridosso della quarta colonna, si trova l'ambone del 1180 opera dell'abate Giovanni. È sorretto da tre colonne cilindriche ed una a spirale con capitelli corinzi che sorreggono architravi con fregi particolarmente lavorati. Sui fregi poggiano i davanzali rettangolari, dei quali i due laterali sono divisi da un pilastro in due sezioni, ciascuna delle quali contenenti un fiorone scolpito. Il davanzale frontale è diviso in tre aree, con la centrale che ospita un semicilindro destinato a leggio.
Il presbiterio è rialzato di tre gradini rispetto all'aula, separato da questa da due pilastri a sezione cruciforme, ed ha una copertura con volte a crociera. Il ciborio e l'altare sono datati al 1233, anno della consacrazione della chiesa. Accanto al ciborio si trova un cero pasquale costituito da una colonna tortile sorretta da un leone stiloforo; questa termina con un capitello su cui poggia una corona che ospita il cero.
Sempre dell'abate Giovanni è la cattedra ospitata nell'abside della navata centrale.

## Galleria d'immagini

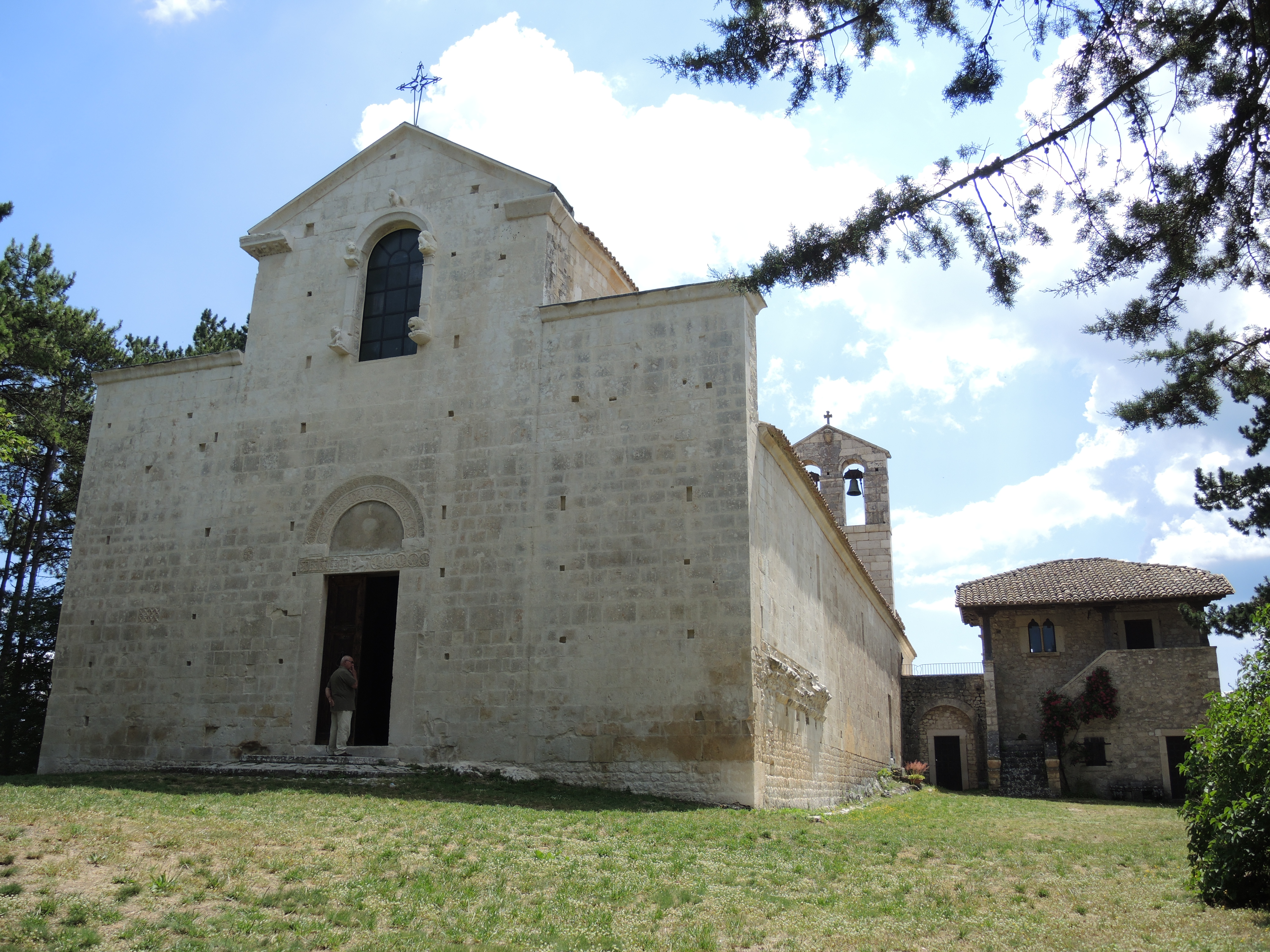
Fiancata laterale destra
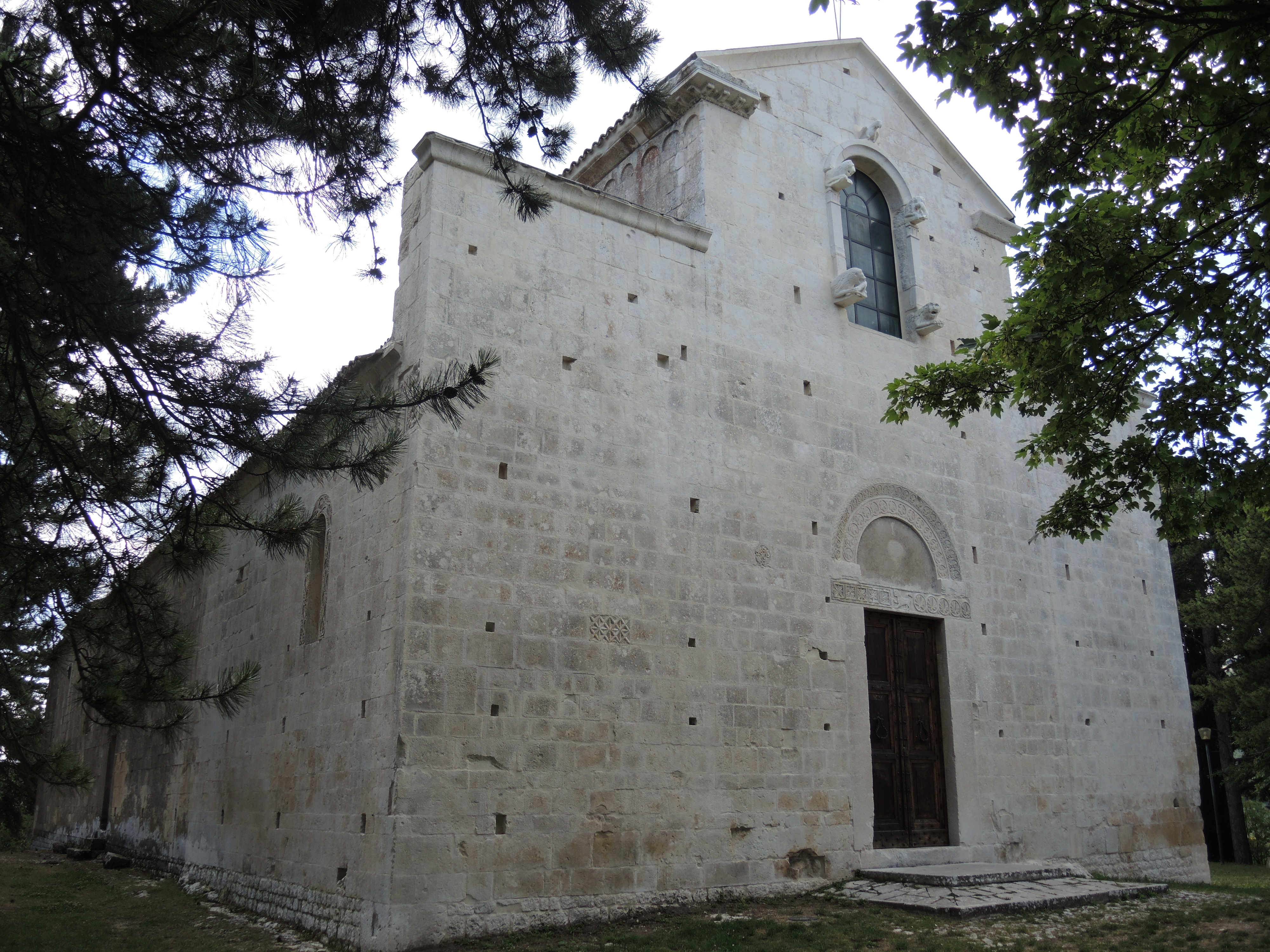
Fiancata laterale sinistra
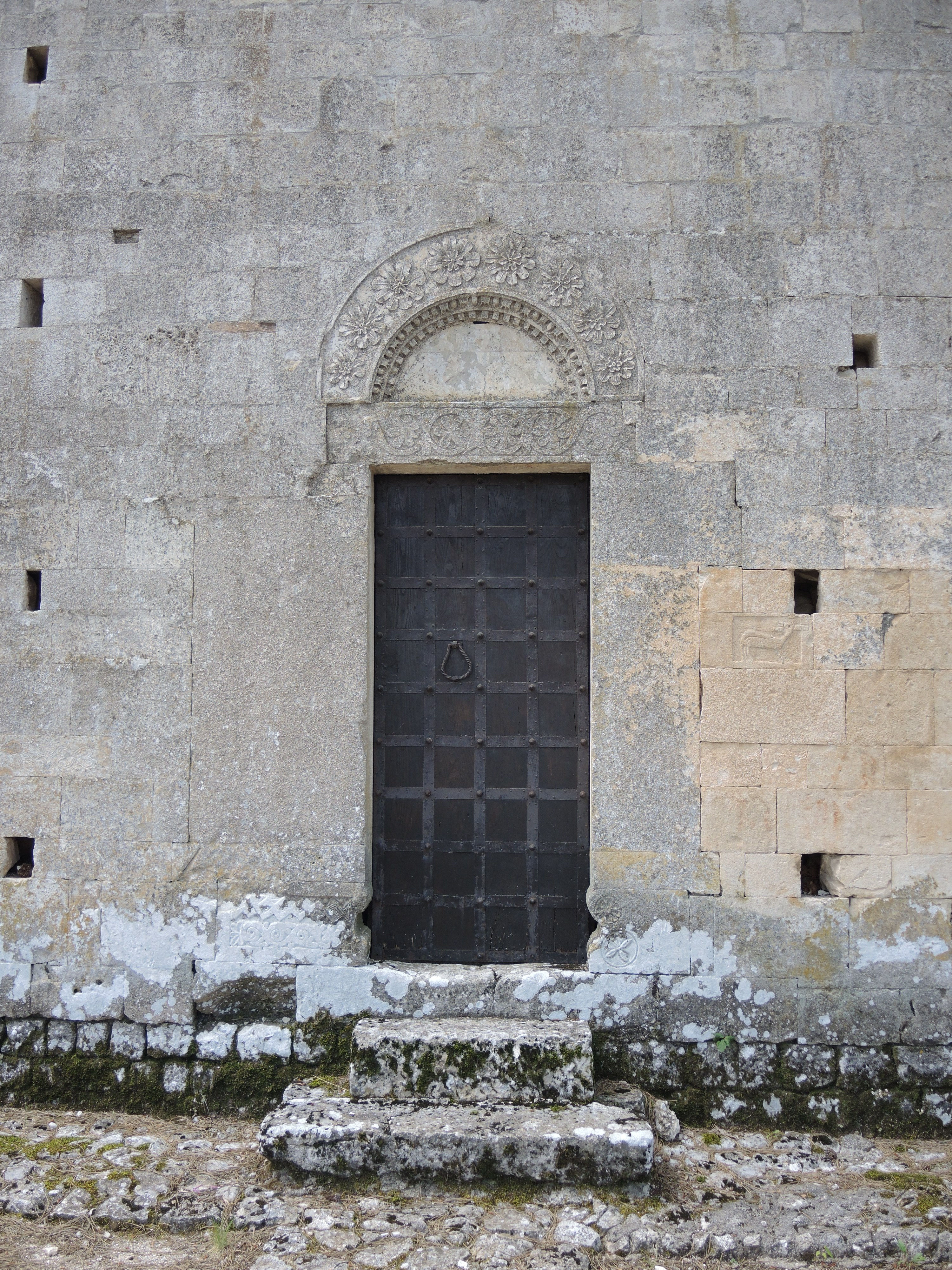
Portale laterale sinistra
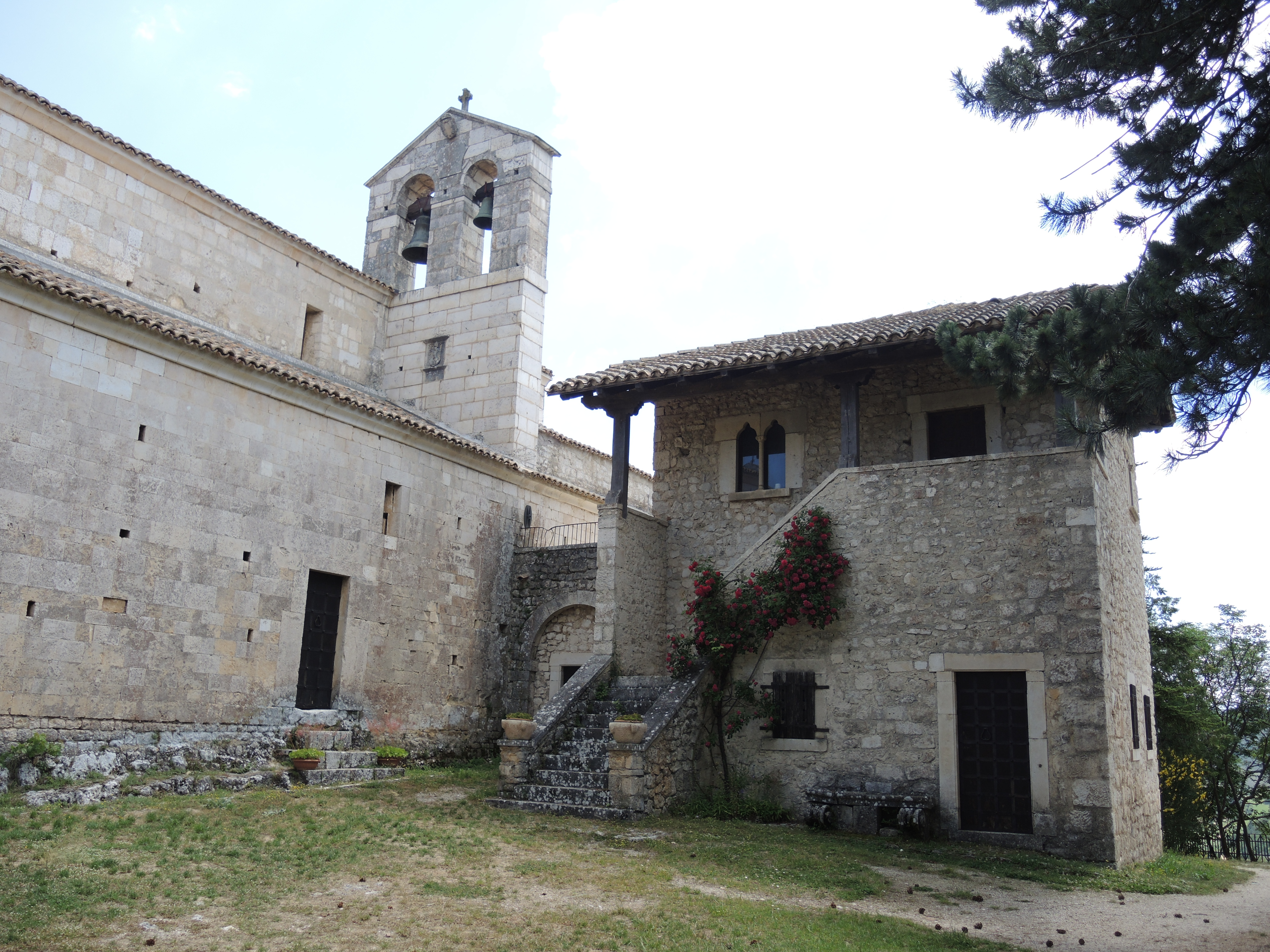
Fiancata laterale destra
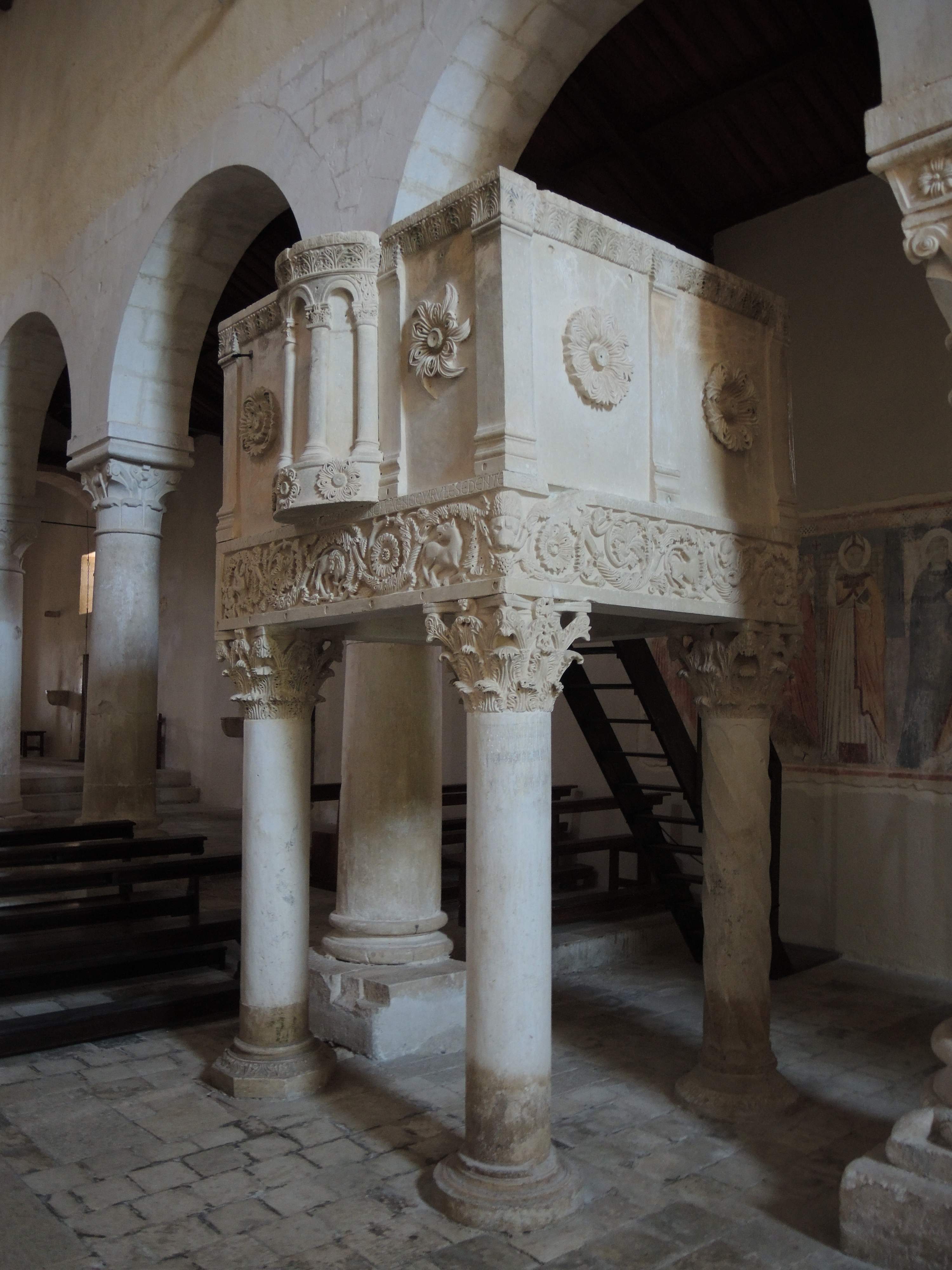
Ambone
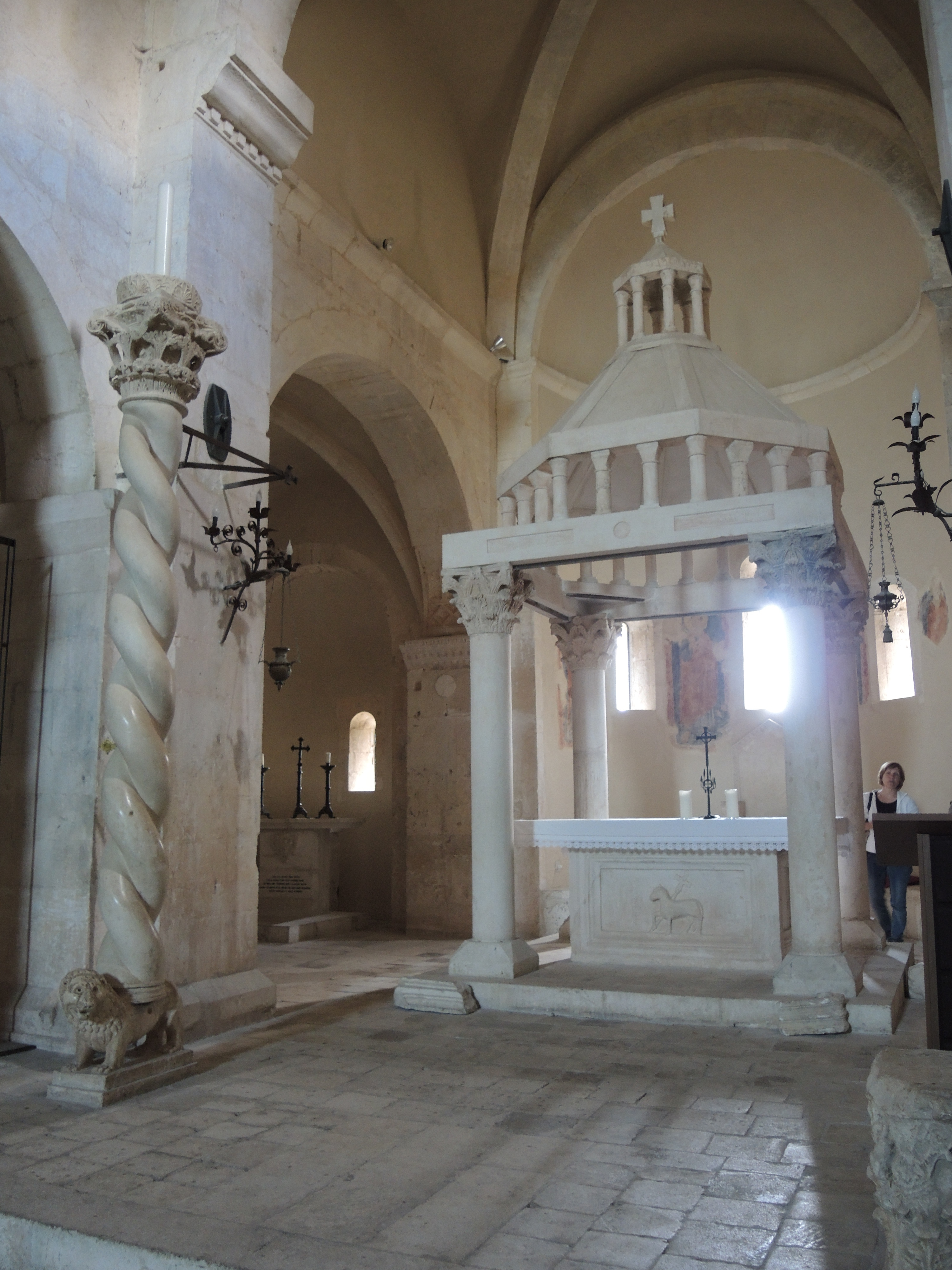
Cero pasquale
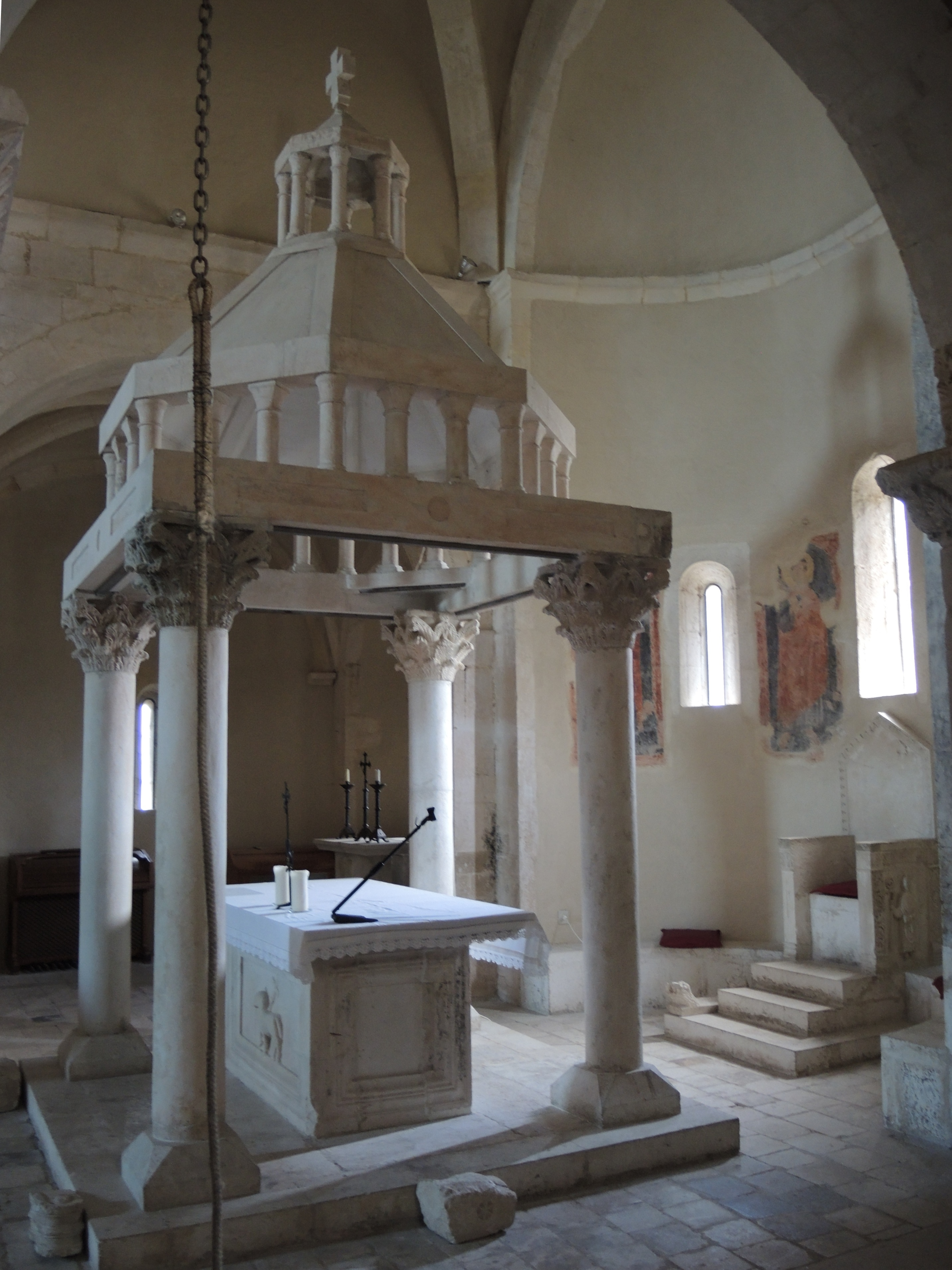
Altare, ciborio e cattedra
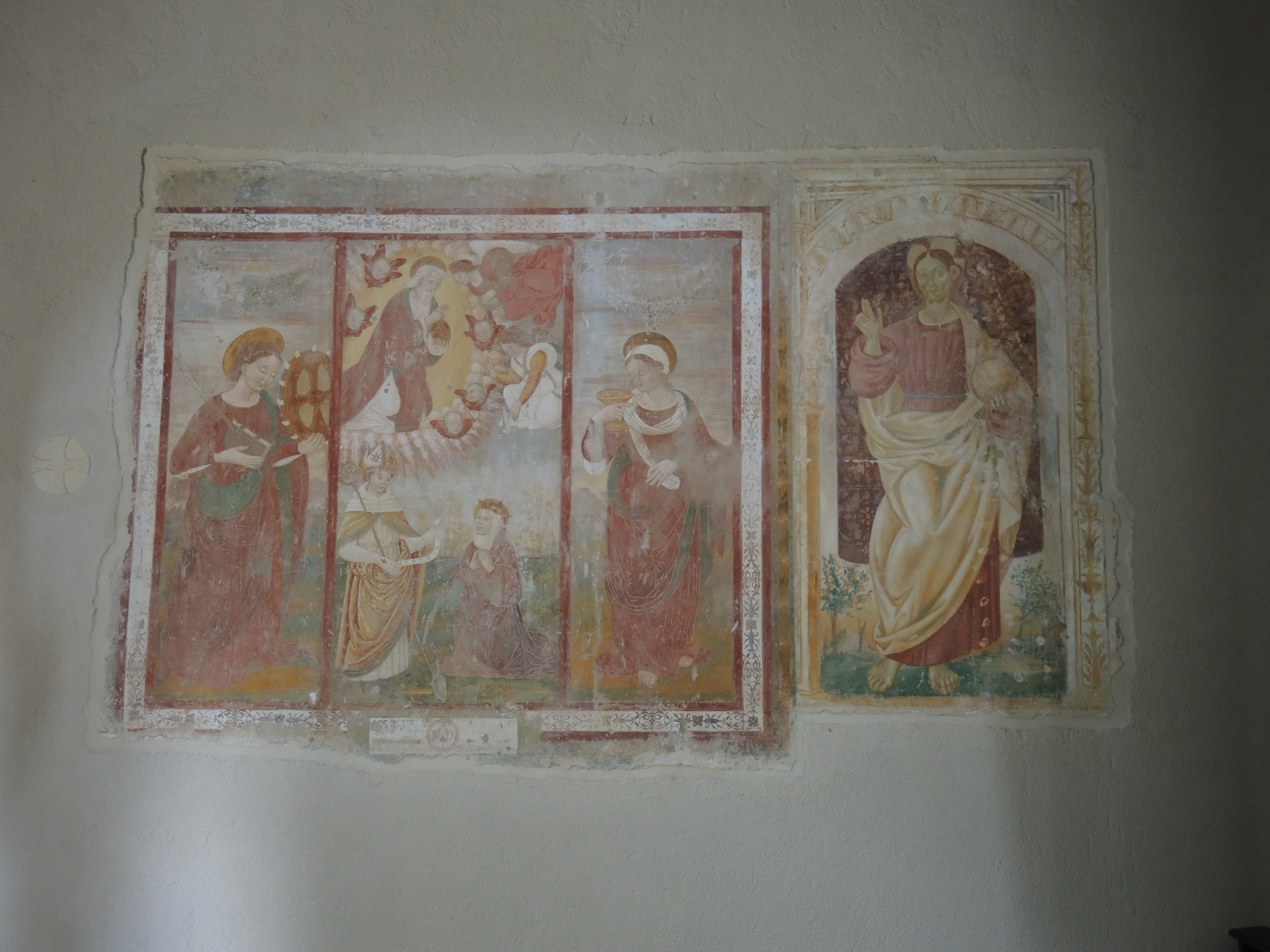
Affreschi della navata sinistra
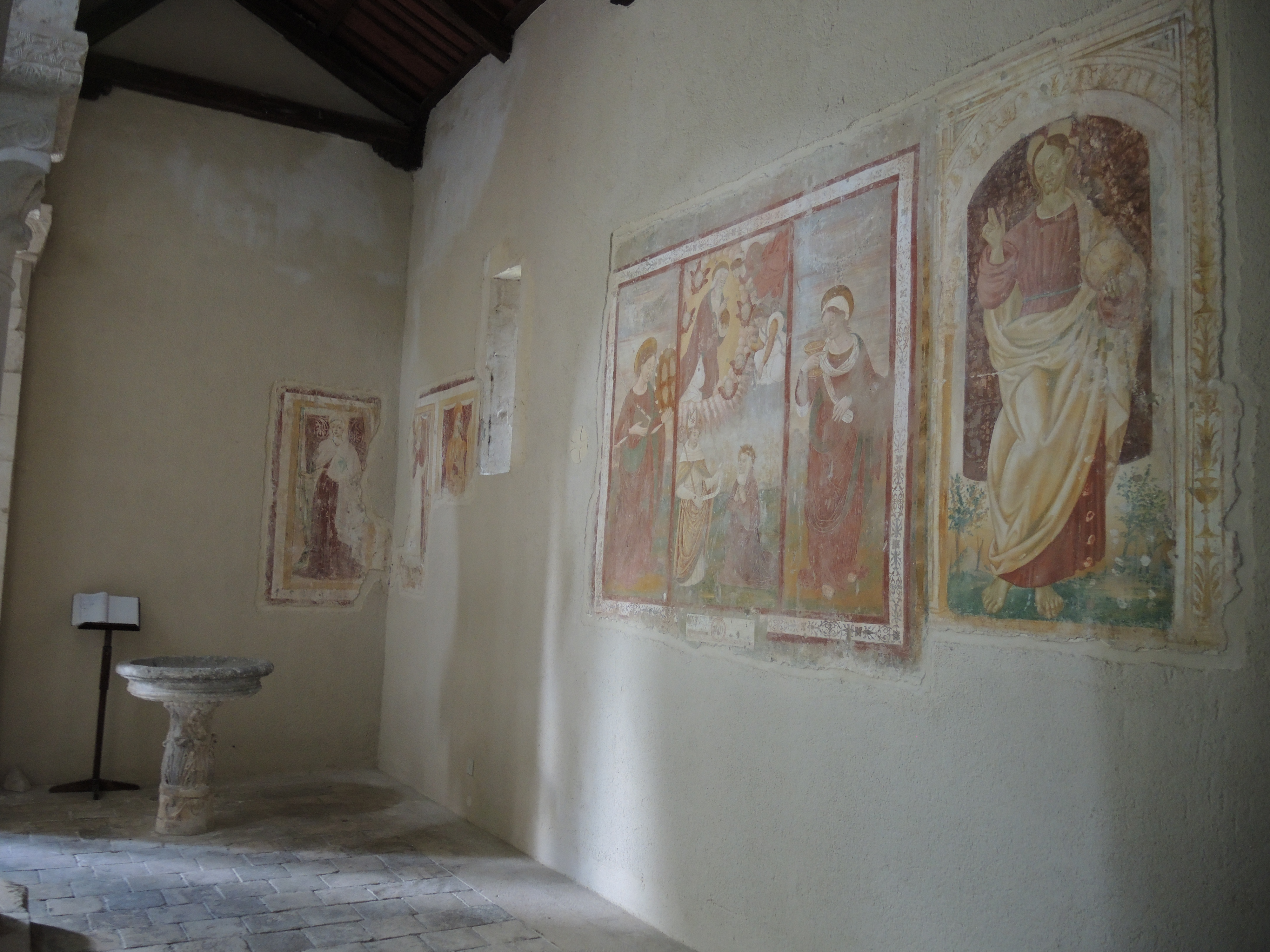
Affreschi della navata destra